# Ранний мороз
«Ранний мороз» (англ. An Early Frost) — первый сделанный для телевидения фильм о проблемах СПИДа, премьера которого состоялась в 1985 году.

## Сюжет
Адвокат Майкл Пирсон доставлен в больницу в связи с плохим самочувствием. От врача он узнаёт, что инфицирован ВИЧ. Дома его ждёт ещё одна неприятная новость: его бойфренд Питер признаётся, что имел секс на стороне, потому что Майкл редко бывает дома. Майкл в ярости бросает Питера и едет к родителям, чтобы сообщить им, что он гей и болен СПИДом.
Отец Майкла Ник является владельцем компании пиломатериалов, а его мать Кейт — бывшая пианистка, домохозяйка, и бабушка. Их дочь Сьюзен замужем и имеет ребёнка. Ник реагирует очень резко на признание сына, в то время как Кейт пытается сгладить ситуацию. Ник изначально вообще отказывается разговаривать с Майклом, заявив: «Никогда не думал, что настанет день, когда ты будешь стоять передо мной, будто ты мне чужой». Сьюзен, которая беременна, также не хочет встречаться с Майклом. Ник взрывается, когда Майкл пытается поцеловать Кейт. Кейт вспоминает статью в журнале, где она прочла о том, что СПИД не передаётся через бытовой контакт, и пытается убедить остальных членов семьи не избегать Майкла и не бояться его.
Майкл в конце концов знакомится в больнице с таким же пациентом, ВИЧ-инфицированным геем по имени Виктор. После смерти Виктора медсестра бросает его вещи в мешок для мусора, потому что боится, что предметы могут быть источником заражения.

## В ролях
| Актёр          | Роль           |
| -------------- | -------------- |
| Эйдан Куинн    | Майкл Пирсон   |
| Сильвия Сидни  | Биатрис        |
| Бен Газзара    | Ник            |
| Джина Роулендс | Кейт           |
| Терри О’Куинн  | доктор Реддинг |
| Джон Гловер    | Виктор Ди Мато |
| Билл Пэкстон   | Боб            |
| Д.В. Моффетт   | Питер Хилтон   |

## Награды и номинации
Фильм был номинирован на 14 наград «Эмми» и выиграл четыре, в том числе за «лучший сценарий для фильма или мини-сериала». Картина номинировалась на «Золотой глобус» в категории «лучший фильм для телевидения», а актриса Сильвия Сидни получила эту престижную награду за «лучшую женскую роль второго плана в мини-сериале, телесериале или телефильме». В 1986 году «Ранний мороз» также получил премию «Пибоди» и награду американской гильдии режиссёров.